# Allan Kierstein Jepsen
Allan Kierstein Jepsen (ur. 4 lipca 1977 w Kolding) – duński piłkarz występujący na pozycji obrońcy.

## Kariera klubowa
Jepsen zawodową karierę rozpoczynał w 1996 roku w klubie AGF. W 1997 roku zajął z nim 3. miejsce w Superligaen. W tym samym roku przeszedł do niemieckiego Hamburgera SV. W Bundeslidze zadebiutował 9 sierpnia 1997 roku w przegranym 1:2 pojedynku z Hansą Rostock. 24 listopada 1998 roku w przegranym 1:2 spotkaniu z Borussią Dortmund strzelił pierwszego gola w Bundeslidze. W HSV spędził 2 lata.
W 1999 roku odszedł do holenderskiego SC Heerenveen. W Eredivisie pierwszy mecz rozegrał 29 sierpnia 1999 roku przeciwko Feyenoordowi (1:3). W 2000 roku wywalczył z zespołem wicemistrzostwo Holandii. W tym samym roku wrócił do Danii, gdzie podpisał kontrakt z ekipą Aalborg BK. W 2004 roku z nią dotarł do finału Pucharu Danii, jednak Aalborg uległ tam 0:1 drużynie FC København. W Aalborgu spędził 6 lat.
W 2006 roku Jepsen podpisał został graczem norweskiej Vålerengi. W Tippeligaen zadebiutował 9 kwietnia 2006 roku w zremisowanym 0:0 pojedynku z Odds BK. 17 kwietnia 2006 roku w przegranym 1:2 spotkaniu z Lyn Fotball zdobył pierwszą bramkę w Tippeligaen. W 2008 roku zdobył z klubem Puchar Norwegii.
Latem 2009 roku Jepsen odszedł do duńskiego Randers FC. Na początku 2010 roku przeniósł się z kolei do niemieckiej Alemannii Aachen. Spędził tam pół roku, a latem 2010 roku podpisał kontrakt z duńskim AC Horsens z Superligaen. Pierwszy ligowy mecz rozegrał tam 18 lipca 2010 roku przeciwko FC Midtjylland (0:2). Po sezonie 2010/2011 zakończył karierę.
| Sezon   | Klub              | Kraj     | Rozgrywki             | Mecze | Bramki |
| ------- | ----------------- | -------- | --------------------- | ----- | ------ |
| 1996/97 | AGF               | Dania    | Superligaen           | 23    | 1      |
| 1997/98 | Hamburger SV      | Niemcy   | Bundesliga            | 12    | 0      |
| 1998/99 | Hamburger SV      | Niemcy   | Bundesliga            | 14    | 1      |
| 1999/00 | SC Heerenveen     | Holandia | Eredivisie            | 10    | 0      |
| 2000/01 | Aalborg BK        | Dania    | Superligaen           | 27    | 1      |
| 2001/02 | Aalborg BK        | Dania    | Superligaen           | 33    | 1      |
| 2002/03 | Aalborg BK        | Dania    | Superligaen           | 30    | 0      |
| 2003/04 | Aalborg BK        | Dania    | Superligaen           | 30    | 1      |
| 2004/05 | Aalborg BK        | Dania    | Superligaen           | 32    | 0      |
| 2005/06 | Aalborg BK        | Dania    | Superligaen           | 20    | 0      |
| 2006    | Vålerenga Fotball | Norwegia | Tippeligaen           | 24    | 3      |
| 2007    | Vålerenga Fotball | Norwegia | Tippeligaen           | 26    | 0      |
| 2008    | Vålerenga Fotball | Norwegia | Tippeligaen           | 19    | 0      |
| 2009    | Vålerenga Fotball | Norwegia | Tippeligaen           | 3     | 0      |
| 2009/10 | Randers FC        | Dania    | Superligaen           | 12    | 0      |
| 2009/10 | Alemannia Aachen  | Niemcy   | 2. Fußball-Bundesliga | 15    | 0      |
| 2010/11 | AC Horsens        | Dania    | Superligaen           | 10    | 0      |

## Kariera reprezentacyjna
Jepsen jest byłym reprezentantem Danii U-16, U-19 oraz U-21. W pierwszej reprezentacji Danii zadebiutował 2 czerwca 2005 roku w wygranym 1:0 towarzyskim meczu z Finlandią. W latach 2005–2006 w drużynie narodowej rozegrał 4 spotkania.